# Stimmstock

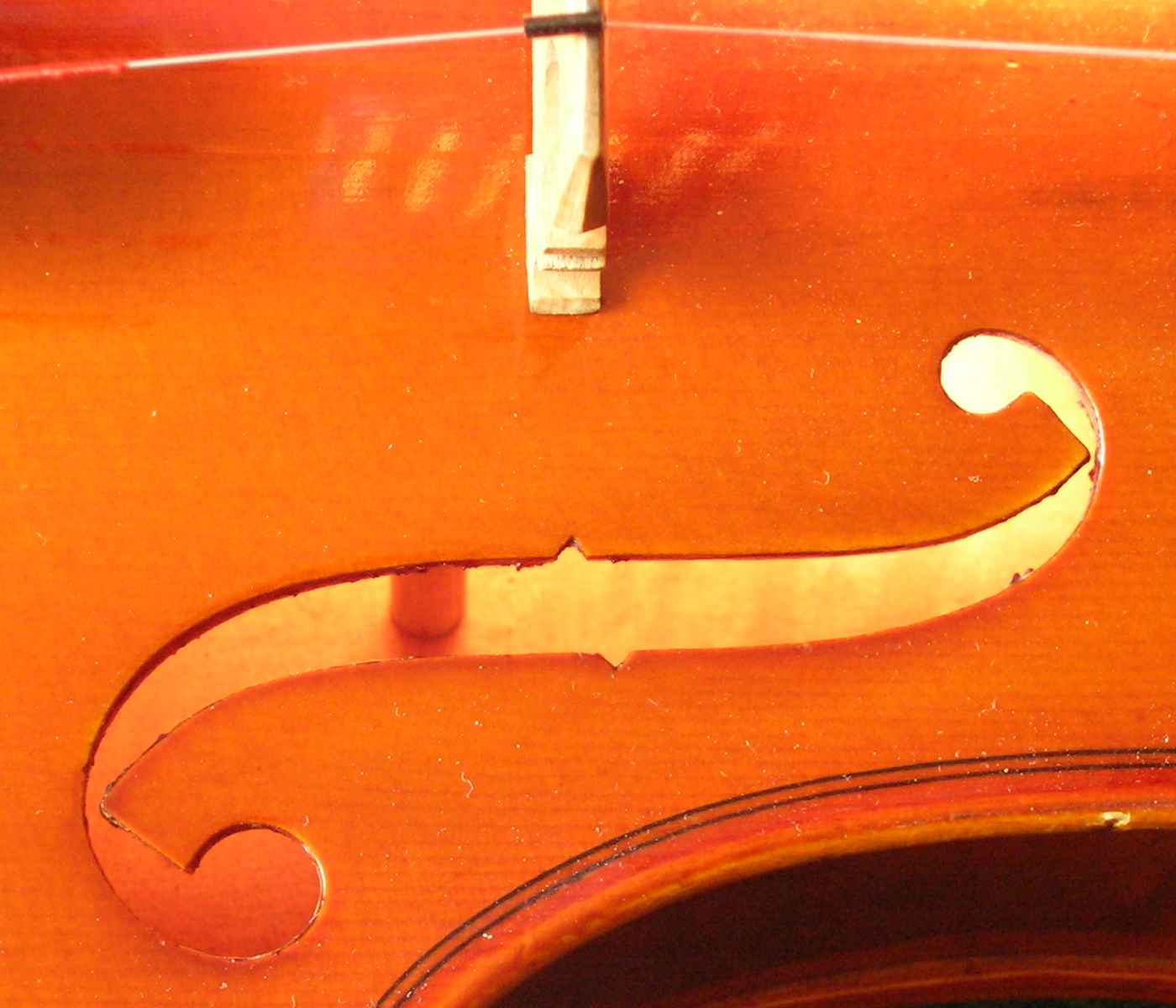
Beim Blick durch das F-Loch sieht man das Ende des Stimmstocks auf dem Boden der Violine

Der Stimmstock bei Streichinstrumenten (kurz auch Stimme genannt) ist ein zylinderförmiges Fichtenholzstück, das zwischen Decke und Boden geklemmt wird. Er steht unter der Diskantseite des Steges und überträgt hauptsächlich die Schwingungen von der Decke auf den Boden.
Bestimmte Bauteile bei anderen Saiteninstrumenten, etwa beim Flügel, und beim Akkordeon werden ebenfalls als Stimmstock bezeichnet, sie unterscheiden sich jedoch in der Form und teilweise auch in der Funktion von den Stimmstöcken der Streichinstrumente.

## Stimmstock bei Streichinstrumenten

### Die „Seele“ des Instruments

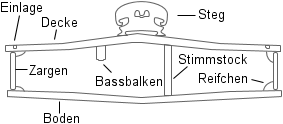
Korpus einer Violine im Querschnitt: Der Stimmstock steht zwischen Decke und Boden

Im Französischen (zuweilen auch im Englischen) wird der Stimmstock als âme bezeichnet und im Italienischen als anima, was jeweils „Seele“ bedeutet. Der Stimmstock kann als „Seele des Instruments“ angesehen werden, da seine Platzierung den Klang wesentlich beeinflusst, insbesondere bei der Violine.

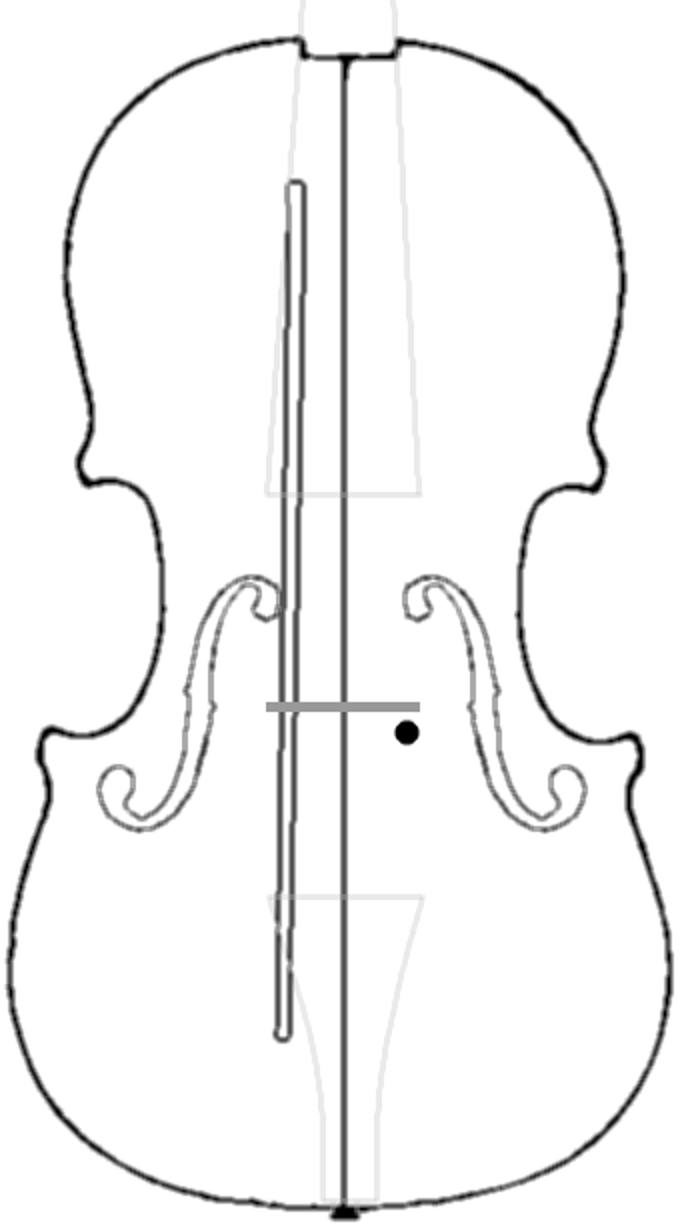
Schwarzer Punkt: Position des Stimmstocks im Korpus einer Violine

### Funktionen
Dadurch, dass die Schwingungen mechanisch direkt und nicht passiv über die Zargen auf den Boden übertragen werden, trägt der Stimmstock einen wesentlichen Teil zur Lautstärke der Streichinstrumente bei.
Des Weiteren hat der Stimmstock noch statische Funktion, denn er überträgt einen Teil des Drucks, den der Steg auf die Decke ausübt, auf den Boden und verhindert somit eine Deformation oder Zerstörung der Decke.

### Platzierung
Für die Erfüllung der oben erwähnten Eigenschaften (Erhöhung der Lautstärke und Stabilisierung der Decke) würde eine Platzierung direkt unter dem Diskantfuß des Stegs genügen, doch wird der Stimmstock immer versetzt eingeklemmt (siehe schematische Abbildung). Diese Versetzung hat zur Folge, dass die Schwingungen, die der Steg auf die Decke überträgt, nicht an dieser Stelle ihren größten Wert erreichen, sondern durch einen Effekt – ähnlich dem mechanischen Hebel im weitesten Sinne und relativ in Verbindung mit der Punktsymmetrie – über die Decke projiziert und gestreut werden. Der Punkt, an dem der Stimmstock das Schwingen quasi unterbindet, ist in diesem Fall mit dem Hypomochlion gleichzusetzen. Der Steg ist dabei die wirkende Kraft, während die Verbindungen von Decke und Zargen sowie die Festigkeit und die durch das Schwingen entstehende Spannung in der Decke die entgegenwirkenden Kräfte sind. Diese Schwingungsberge tragen zur Bildung von Interferenzen in den entstehenden Schallwellen bei, welche wichtig für den ausgeglichenen Klang des Instruments sind.
Durch eine korrekte Platzierung kann somit das Schwingen der Decke direkt beeinflusst werden, was auch noch nachträglich ausgeführt werden kann. Generell sollte es von einem Geigenbauer und im Beisein des Spielers geschehen, um das Instrument dem Spieler anzupassen.
Wird der Stimmstock falsch gesetzt, kann es zu einem Stimmriss führen, und das kann eine aufwendige Restauration zur Folge haben.

### Modernisierungen
Heutzutage verwendet man Stimmstöcke mit größerem Durchmesser, um den größeren Konzertsälen Rechnung zu tragen. Ebenso wurden andere Details angepasst, um die Lautstärke, Tragfähigkeit und Präzision der Instrumente zu erhöhen. Ohne solche Anpassungen würden selbst die alten Stradivaris den heutigen Anforderungen nicht mehr genügen.

## Stimmstöcke bei anderen Instrumenten
Teilweise findet man Stimmen auch bei Zupfinstrumenten. So ist bei der Crwth die Stimme direkt mit dem Steg verbunden und drückt durch das Schallloch auf der Diskantseite direkt auf den Boden. 
Bei der Zither, dem Klavier/Flügel und dem Cembalo wird der Holzbalken, in den die Stimmwirbel eingeschlagen sind, als Stimmstock bezeichnet.
Als zentraler Teil des Flügels wurde der Stimmstock früher von eigens dafür zuständigen Meistern in mehreren, verschieden ausgerichteten Lagen sorgfältig ausgewählten Holzes verleimt, so dass sich mehrfache Haltepunkte ergaben. Für modernere Stimmstöcke wird Furnierholz von Fabriken bezogen, unter Druck verleimt und in Schnelltrockenkammern getrocknet.
Ein Stimmstock beim Akkordeon ist die Zusammenfassung von Kanzellen zu einer Gruppe. Auf den Kanzellen sind die Stimmen (Stimmplatten) montiert. Davon ist wahrscheinlich die Bezeichnung abgeleitet.